# Ein Mädel und drei Clowns
Ein Mädel und drei Clowns – Untertitel: Die drei Zirkuskönige (englischer Titel: The Three Kings, UT: A Story of Three Clowns and a Girl) ist ein deutsch-britischer Stummfilm von 1928 unter der Regie von Hans Steinhoff. Die Hauptrollen sind besetzt mit Evelyn Holt, Henry Edwards, Warwick Ward und John Hamilton. 

## Handlung
Die drei Brüder Edgar, Frank und Charly King treten als Clowns im Tower Zirkus von Blackpool auf. Als sie eines Tages auf dem Weg in ihre Pension sind, sehen sie, wie eine junge Frau sich in ein Taxi flüchtet und dort ohnmächtig zusammenbricht. Wie sich schnell herausstellt, handelt es sich bei der Frau um Maria, die Stieftochter des Dompteurs Fredo. Auch auf Marias Mutter übt der jähzornige Mann Druck aus, was immer wieder zu Streitigkeiten führt. An jenem Tag hatte sich Maria voller Angst vor seinen Brutalitäten in ein Taxi geflüchtet. Edgar, der älteste der Brüder, hatte Maria daraufhin mit zu sich nach Hause genommen, obwohl seine Brüder etwas dagegen hatten.
Ihr Widerstand gegen die junge, ziemlich attraktive Frau ist jedoch schnell in sich zusammengebrochen. Charly ist es, der sich dann auch Hals über Kopf in Maria verliebt, der jedoch auch von dem als Frauenheld verschrienen Frank Avancen gemacht werden. Da Charly mit der Unterstützung seines älteren Bruders Edgar rechnen kann, kommt Frank, der aus diesem brüderlichen Kampf unbedingt als Sieger hervorgehen will, auf die unselige Idee sich mit Fredo zu verbünden. Als auch Edgar in die Eifersüchteleien der Brüder hineingezogen wird, wird ihre Zusammenarbeit als Clowns auf eine harte Probe gestellt.

## Produktionsnotizen und Hintergrund
Wie die Fachpresse Ende Januar 1928 meldete, habe die Orplid-Messtro einen Stoff von der Europäischen Film-Produktion GmbH erworben, der auf Curt J. Braun zurückgehe und den vorläufigen Titel Die drei Zirkuskönige trage. Nachdem die Londer British & Foreign Films beide Firmen im Mai übernommen hatte, erscheint Henry Edwards in England als alleiniger Autor, in Deutschland als Koautor. Neben dem Orplid-Eigner Georg M. Jacoby als deutscher Produzent wurde der englische Regisseur und Darsteller Sidney Morgan als englischer Produzent genannt. Die Dreharbeiten zum Film begannen am 1. August in den Grunewald Studios und setzten sich zum Ende des Monats ab 27. August bis 5. September 1928 in dem nordenglischen Badeort Blackpool fort. Die Zirkusaufnahmen entstanden im Verlauf des traditionellen „August Bank Holiday“-Wochenendes im dortigen Tower Circus. Mitte September waren die Dreharbeiten beendet.
Der Film wurde in Kooperation der Filmfirmen British & Foreign, London und der Orplid-Film GmbH, Berlin produziert. Der Verleih erfolgte über die Messtro-Film-Verleih GmbH, Berlin, für die englische Fassung tätigte die British & Foreign den Verleih. Die ursprüngliche Filmfassung hatte eine Länge von 6 Akten gleich 2.141 Meter, in England 6.824 ft. gleich 2.080 Meter. Die restaurierte Fassung hat eine Länge von 2.057 Metern. Die Bauten bzw. die Ausstattung des Films oblagen Franz Schroedter.
Da eine Original-Kopie der deutschen Fassung nicht auffindbar war, basiert die 2008/2009 vom Filmarchiv des Bundesarchivs restaurierte Fassung auf der deutschen Zensurkarte sowie drei ursprünglich aus Privatbesitz stammenden Nitrokopien mit französischen, bzw. englischen Zwischentiteln, die freundlicherweise zur Verfügung gestellt wurden. Die beiden englischen Kopien enthielten rot viragierte Zirkusfeuer-Sequenzen im Schlussteil des Films. Die französische Fassung folgte weitgehend der auf der deutschen Zensurkarte festgehaltenen Version, während die englische abweichend verfuhr. Sie verzichtete beispielsweise anfangs des Films auf den Vergleich Artisten – Zugvögel und stieg gleich mit der dramatischen Auseinandersetzung zwischen dem Löwenbändiger Fredo und seiner Stieftochter Maria ein, eine Szene, die sowohl in der französischen als auch der deutschen Kopie erst sehr viel später in einer Rückblende erscheint. Auch weisen mehrere leicht verschobene deutsche, teils nicht übernommene Titel, darauf hin, dass Henry Edwards Formulierungen in der englischen Fassung nicht nur einfach übersetzt wurden. Auch die Zirkusnummern in den Fassungen unterscheiden sich.
Der Film wurde am 16. November 1928 unter der Nummer B20830 mit einem „Jugendverbot“ belegt. Am 20. November 1928 wurde er dann im Titania-Palast in Berlin uraufgeführt. Teils wurde auch die Schreibweise 1 Mädel und 3 Clowns gewählt. Arbeitstitel des Films war Die drei Zirkuskönige. Die Londoner Premiere fand während einer Trade Show am 8. Januar 1929 in Palace Theatre statt. Die Erstaufführung der restaurierten Fassung fand am 9. Oktober 2009 während der Stummfilmtage Le Giornate del Cinema Muto im Theatre Verdi in Pordenone statt. Am Klavier begleitete Günter A. Buchwald.

## Kritik
Unter dem Kürzel „-isch“ seufzte ein Kritiker des Berliner Börsen-Couriers am 25. November 1928: „Zirkus und kein Ende,“ im Hinblick darauf, dass in den Jahren 1927/1928 eine Welle von Zirkusfilmen umging. Zur Darstellung des von McLaglen gespielten Löwendompteurs, meinte er: „Vitaler Löwenbändiger blendet eindrucksvoll auf“, und sprach dann von einem „matten Aufguß besserer Vorgänger“ und einem „Rührspiel mit witzelnden Beilagen“.
Die Mehrzahl der Kritiker war da jedoch anderer Meinung, ebenso wie das Premierenpublikum, das dem Regisseur und den Schauspielern im Titania-Palast in Steglitz, der 1.900 Zuschauer fasste, begeistert folgte. So schrieb Hans Feld im Film-Kurier vom 22. November 1928, dass Steinhoff an seinen Film „mit Liebe zur Sache und Überlegung“ herangegangen sei, ihn in „vorbildlich vornehmer Form“ inszeniert habe und „dem bekannten Milieu reizvolle Einstellungen“ habe abgewinnen können, „indem er den Hintergrund des Geschehens unauffällig belebt“ habe. Weiter hieß es: „Immer wieder geht da etwas vor. Das Hauptgesetz dieses Films scheint Leichtigkeit zu sein. Die Liebe wird nur so weit tragisch genommen, wie es unbedingt nötig ist. Im übrigen sind genügend Lichter aufgesetzt, die auch die ernsteren Szenen vor jeder Pathetik bewahren. – So ist ein Lustspiel entstanden; unbeschwert, ohne jede Vergröberung, und doch publikumswirksam. (Denk es, o Fabrikantenseele!).“ Feld störte sich im Gegensatz zu dem Kritiker des Berliner Börsen-Couriers allein an McLaglen und sprach von dem „wildwestmimenden, unerträglichen McLaglen, der als ungebändigter Löwenbändiger durch die Gegend ras[e]“. Ansonsten hatte er an dem Film insgesamt Freude, an den Darstellern, der „filmgerechte[n] Durcharbeitung des Drehbuchs“, der „Kameraarbeit von Nikolaus Farkas“, den „unauffälligen Bauten Schroedters“, der „glückliche[n] Betitelung“. Er erwies sich Fürsprecher des Films, indem er anmerkte: „Filme dieser Art sollten gerade den mit dem Blick auf Film-Europa produzierenden deutschen Fabrikanten zu denken geben.“
(hc) bemerkte auf der Seite des Deutschen historischen Museums: „Der Zirkusfilm ‚Ein Mädel und drei Clowns‘ ist das Paradebeispiel eines soliden, für den internationalen Markt hergestellten Mittelfilms mit deutsch-englischer Besetzung. […] In England wurde der Film als englische, in Deutschland als deutsche Produktion vermarktet.“